# Theridion undulanotum
Theridion undulanotum är en spindelart som beskrevs av Roewer 1942. Theridion undulanotum ingår i släktet Theridion och familjen klotspindlar. Inga underarter finns listade i Catalogue of Life.